# Hollandia űrkutatása
Hollandia űrkutatása. Az ESA megalakulásának egyik célja, hogy a Nyugat-Európai nemzeteket bevonja a világűr kutatásába.

## Története
Az Európai Űrkutatási Szervezet (European Space Research Organization, ESRO), majd az Európai Űrügynökség (European Space Agency, ESA) alapító tagja.
Nemzeti űrkutatási programját a kormány megbízásából a Hollandia Űrkutatási Iroda (NSO) irányítja, fejleszti. A nemzeti űrprogram teljesítése érdekében más nemzeti- és nemzetközi Űrügynökségekkel (NASA) kötött együttműködési megállapodást. Űrkutatásának szakmai programját a  Holland Geofizikai és Űrkutatási Bizottság (GROC) irányítja, koordinálja. Programjának intézeti (egyetemi, kutatóintézeti) és ipari hátterét: Utrecht; Leiden; Groningen; Delf adja.
Bizottságának munkacsoportjai
1. napfizika- és asztrofizika,
2. a kozmikus sugárzás,
3. a fotometria,
4. kozmikus geodézia

Technikai bázisa a nemzeti légügyi és a kozmikus laboratórium (NLR) Amszterdamban. Legfőbb feladata az űrrepülés és az asztronautika műszaki feladatainak megoldása.

## Műholdja
Első műholdja az ANS–1 (Astronomische Nederlandse Satellite) csillagászati műhold.

### Műholdak
Az ESA keretében a TD–1A és az ESRO–4 űrkísérletekben tevékenykedett.

## ESRO/ESA együttműködés

### ESTEC
Az Európai Űrkutatási és Technológiai Központ  (European Space Research and Technology Centre, ESTEC) az ESA fő technológiai fejlesztési és tesztelő központja. Székhelye a hollandiai Noordwijk. A központban 2500 mérnök, technikus és kutató dolgozik űreszközök fejlesztésén.

## Emberes űrrepülés
André Kuipers Hollandia első űrhajósa, aki lehetőséget kapott, hogy másodszor is teljesíthet szolgálatot a világűrben. A Szojuz TMA–4 és a Szojuz TMA–03M űrhajók fedélzeti mérnökeként a Nemzetközi Űrállomáson (ISS) teljesített szolgálatot.

## Külső hivatkozások
- Hollandia űrkutatása. lib.cas.cz. [2013. október 13-i dátummal az eredetiből archiválva]. (Hozzáférés: 2014. március 9.)